# Флаг Карелии
Государственный флаг Республики Карелия (лив.-карел. Karjalan tazavallan valdivolline flagu) — официальный государственный символ Республики Карелия (наряду с гербом и гимном). Принят Верховным Советом Республики Карелия 16 февраля 1993 года.
Разработан А. И. Киннером на основе флага Карело-Финской ССР 1953—1956 годов.
Флаг был зарегистрирован Геральдическим советом при президенте РФ и внесён в Государственный геральдический регистр РФ с присвоением регистрационного номера 1219.

## Описание
Государственный флаг Республики Карелия представляет собой прямоугольное полотнище с равновеликими горизонтальными полосами: верхняя полоса — красного цвета, средняя — голубого цвета и нижняя — зелёного цвета. Отношение ширины флага к его длине — 2:3.
— Конституция Республики Карелия, статья 12.

## Символизм
- зелёный — цвет природы, растительности, основного богатства республики — олицетворяет надежду и веру в счастье.
- голубой — цвет озёр и рек — означает величие и красоту.
- красный — цвет силы и мужества народа, а также традиционный цвет карельской вышивки — красным по белому.

## История
В ходе первой советско-финской войны, в качестве официального символа Северокарельского государства (столица Ухта), образованного на территории северных волостей Архангельской губернии (ныне территории Республики Карелия), 21 июня 1918 года был утверждён флаг, предложенный финским художником Йонасом Хейской. Флаг представлял собой голубое полотнище с семью серебряными звёздами в верхнем левом углу в виде «ковша» созвездия Большой Медведицы (Otava).
В 1920 году, после провозглашения на землях Беломорской Карелии Северо-Карельского государства финский художник Аксели Галлен-Каллела создал её герб и флаг, напоминающие о родстве карелов с финнами. Новый флаг был похож по композиции на финский, но имел иные цвета — чёрный «скандинавский крест» с красным кантом по краям на зелёном фоне. Флаг также использовался во время Карельского восстания.
В 1941—1944 флаг использовался финскими властями на территории оккупированной Карелии.
В наше время данные флаги используются национальными и общественными организациями Карелии, а флаг с крестом является этническим флагом карельского народа.

## Автономная Карелия

Флаг Северокарельского государства (1918—1920), созданный Йонасом Хейской

В июне 1920 года декретом ВЦИК и СНК из частей Архангельской и Олонецкой губерний была создана Карельская трудовая коммуна (на правах автономной области). В 1920—1923 годах существовало знамя КТК, однако флаг принят не был.
В 1923 году Карельская трудовая коммуна была преобразована в Автономную Карельскую ССР (АКССР).
В мае 1925 года новые поправки в Конституцию РСФСР разрешили автономным республикам принимать собственные основные законы, которые следовало предоставить на одобрение союзным законодательным органам. В 1926 году был подготовлен проект Конституции АКССР, однако он так и не был принят.
В 1935 году началась работа над Конституцией СССР и союзных республик. Это позволило приступить к разработке и конституции Автономной Карельской республики. В декабре 1936 года была принята Конституция СССР («Сталинская»), а в январе 1937 года — Конституции РСФСР. Основной закон Карельской автономной республики был принят 17 июня 1937 года. Республика получила название «Карельская АССР», и был утверждён её флаг — первый флаг Советской Карелии.

Флаг представлял собой красное полотнище с золотыми надписями на русском: «РСФСР — Карельская АССР», финском: «VSFST — Karjalan ASST» и карельском: «ВСФСР — Карьялан АССР». После реформы карельского языка надпись на флаге также перевели на латиницу: «RSFSR — Karelskoi ASSR». Но уже 29 декабря того же 1937 года, после массовых репрессий против финского руководства республики и лишения финского языка статуса официального в КАССР, на флаге были оставлены надписи только на русском и карельском языках.

Флаг Карельской АССР 1937-1938
Флаг Карельской АССР (1939—1940)
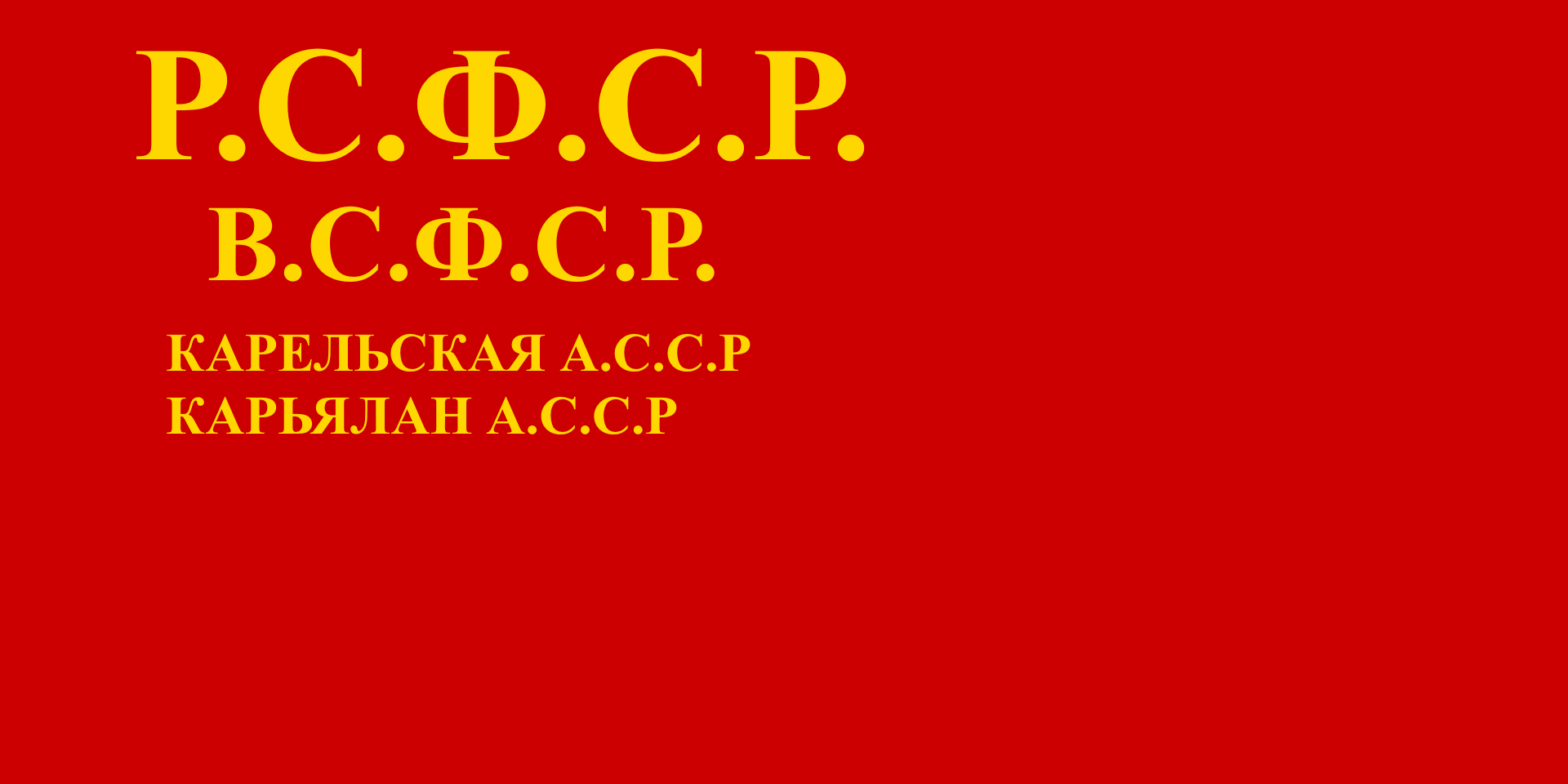
Флаг Карельской АССР вторая версия (1939—1940)

## Флаг Ухтинской республики
21 марта 1920 года правительство созвало съезд представителей 11 северных волостей, входящих в ведение Архангельского Карельского Временного правительства. В работе съезда приняло участие 116 делегатов.В первый же день работы съезда был рассмотрен вопрос о государственных символах, о чём в журнале, в котором велись протоколы заседания, имеется запись: 

«Внесено предложение выработать форму национальнаго карельскаго герба и выбрать цвета национальнаго флага. По обсуждении одобрили следующее: Герб — медведь перед чурбаном с топором в лапе, флаг с двух цветов красный внизу, а жёлтый вверху, на полях созвездие Большой Медведицы. Окончательное заключение по обеим предложениям отложить до следующаго заседания»
29 марта 1920 года были окончательно утверждены герб и флаг независимой Карелии. Автором их эскизов был финский художник Аксели Галлен-Каллела (1865—1931). Герб представлял собой двухцветный красно-зелёный варяжский щит, увенчанный традиционным головным убором лесорубов. На щите был изображён медведь чёрного цвета с сучкорезом весури в лапе. Медведь попирал ногами чёрную цепь, а над ним были белые искры северного сияния. Национальный флаг представлял собой чёрный скандинавский крест с красной каймой, расположенный на зелёном полотнище. На государственном флаге имелось белое изображение северного сияния в крыже красного цвета. Военно-морской флаг был выполнен в том же стиле, имел три косицы и дополнялся образом медведя с сучкорезом в лапах (есть данные, что в центре чёрного креста на нём находился красный квадрат). Также были разработаны лоцманский флаг (luotsilippu), почтовый флаг (postilippu) и таможенный флаг (tullilippu).                                            

### Цвета
Цвета флага имели следующее значение: зелёный — символизировал лес и природу страны, красный — кровь, пролитую за родину, а также радость и огонь, поскольку в древности предки карел использовали подсечно-огневое земледелие, чёрный — родную землю и печаль.                                            

Национальный флаг Карелов
Флаг Северо-Карельского государства 1920—1922 и в годы финской оккупации Карелии в 1941—1944
Военно-морской флаг

## Флаг Карело-Финской ССР
Последовавшее в 1940 году, после окончания Зимней войны, расширение территории Карельской Автономной ССР и преобразование её в Карело-Финскую ССР, восстановление финского языка как государственного и лишение подобного статуса карельского повлекли за собой также и изменения в государственной символике. 9 июня 1940 года Верховным Советом КФССР была принята Конституция Карело-Финской ССР, которая утвердила новый флаг республики. Он повторял флаг СССР, отличительной чертой являлась надписи на флаге — «Karjalais-suomalainen SNT» и «Карело-финская ССР» на финском и русском языках соответственно.
Поздний вариант флага Карело-Финской ССР, лежащий в основе современного флага Республики Карелия, был принят 13 марта 1953 года указом Президиума Верховного совета КФССР. В общих чертах он повторял флаги других союзных республик СССР — большая часть флага была красного цвета, в верхней части, у древка, располагались золотые серп и молот. Голубая и зелёная полосы в нижней части полотнища символизировали основные природные ресурсы Карелии (леса и озёра).

Эти цвета не были ориентированы ни на одну этническую или социальную группу населения, более того, они объединяли жителей. В сознании широких масс республики цвета флага Карело-Финской ССР ассоциировались с победой в Великой Отечественной войне, быстрым восстановлением разрушенного войной народного хозяйства, ростом жизненного уровня населения Карелии.

Флаг Карело-Финской ССР 1940—1953
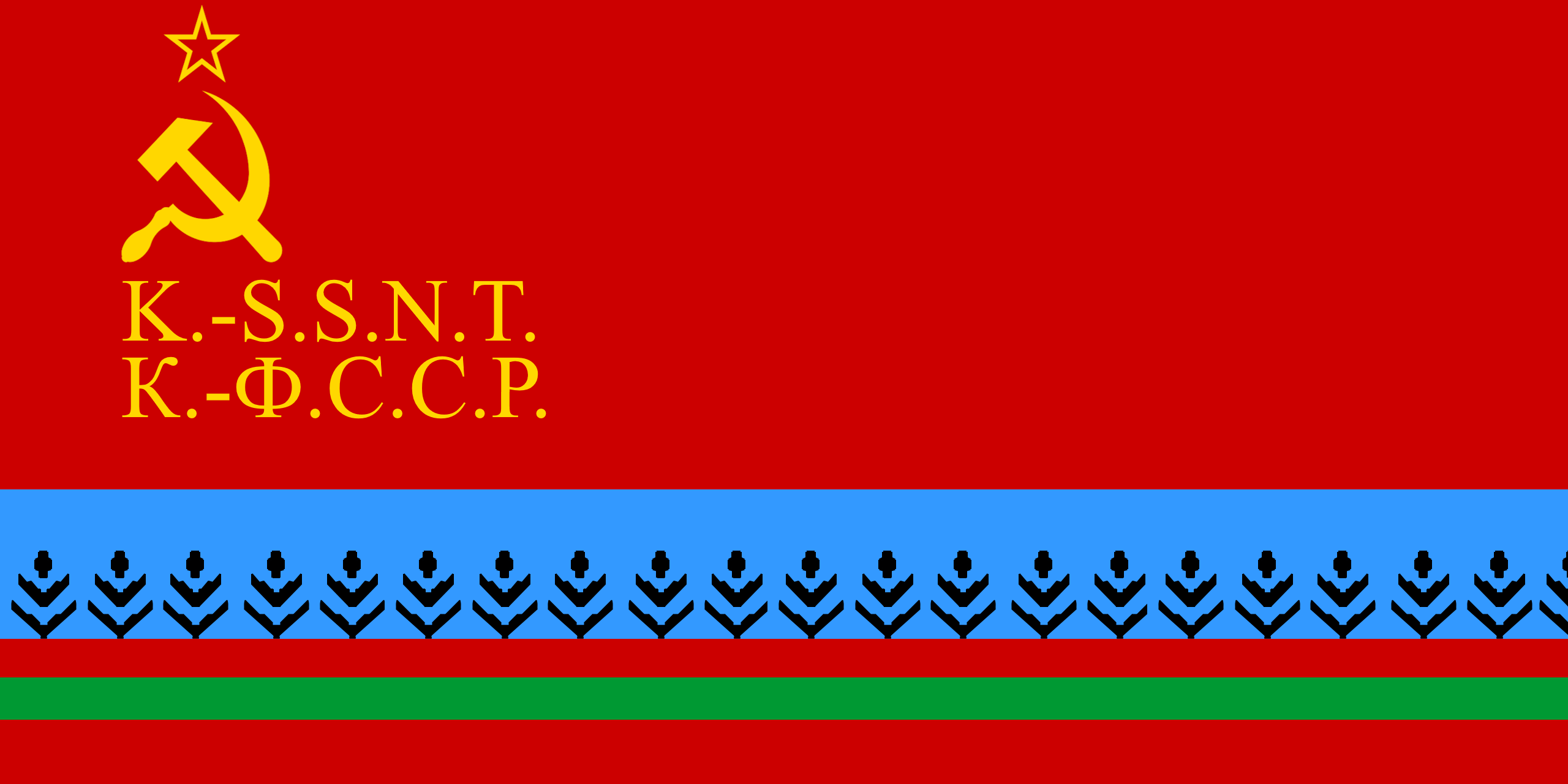
Предложенный флаг для Карело-Финской ССР в 1947 году.
Флаг Карело-Финской ССР 1953—1956

## Флаг Карельской АССР
После преобразования в 1956 году Карело-Финской ССР в Карельскую Автономную ССР флаг был изменён. Согласно конституции КАССР, принятой 20 августа 1956 года, флаг республики практически полностью повторял флаг РСФСР. Отличительной чертой было наличие аббревиатур КАССР и KASNT под серпом и молотом.

В 1978 году, вслед за принятой ранее Конституцией СССР («Брежневской») была принята Конституция КАССР. Она подтвердила герб и флаг республики (статьи 157, 158). Некоторым изменениям подверглись только надписи: на флаге вместо аббревиатур появились полные названия республики («КАРЕЛЬСКАЯ АССР. KARJALAN ASNT»). В таком виде государственный флаг Карелии продолжал существовать до начала 1990-х годов, до распада СССР.

Флаг КАССР в редакции 1956 г.
Флаг КАССР в редакции 1978 г
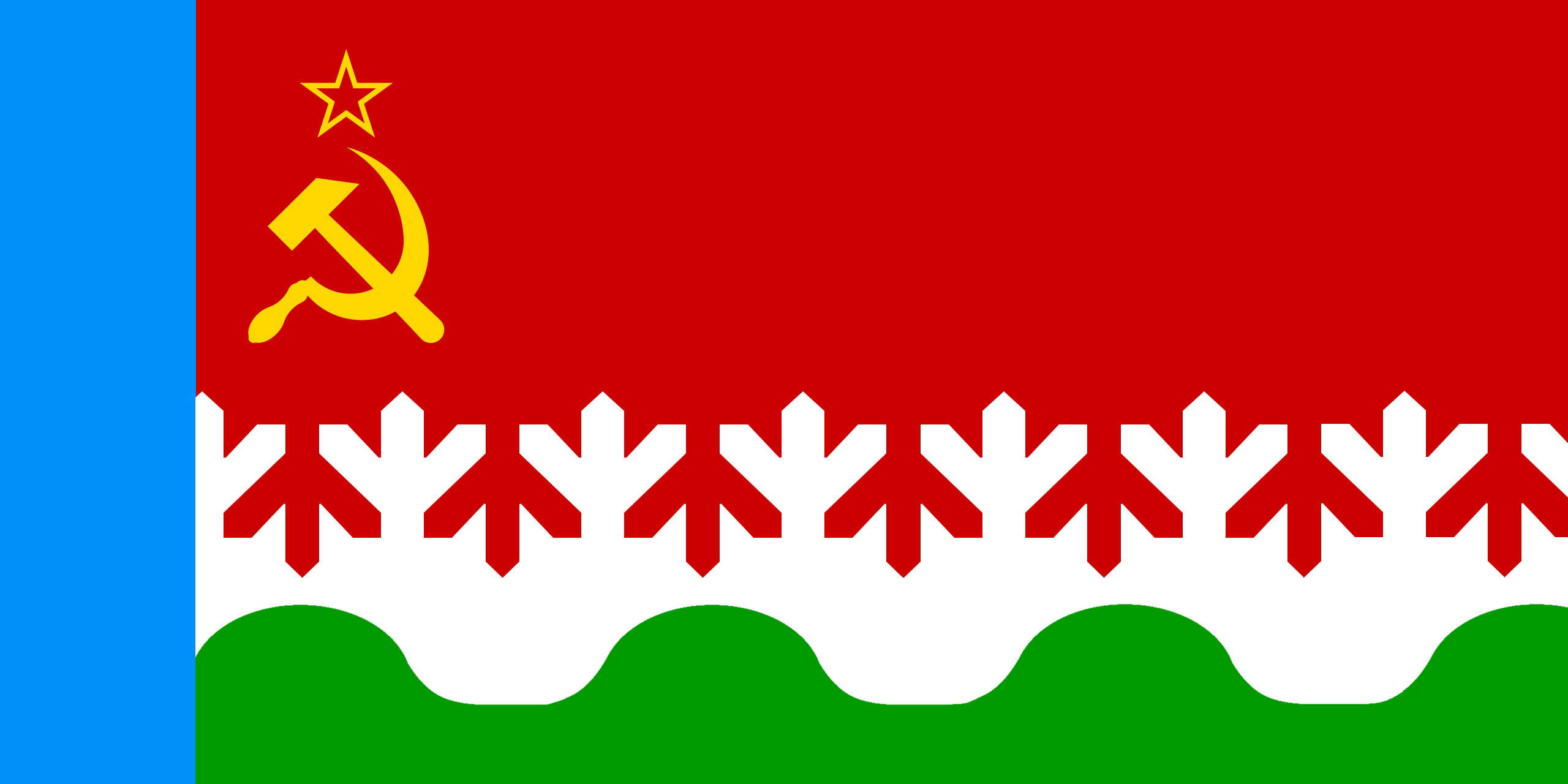
Предложенный флаг для Карельской АССР в 1976 году

## Флаг Республики Карелия
В ноябре 1991 года Карельская АССР была преобразована в Республику Карелию. 27 ноября Президиум Верховного Совета Карелии принял постановление об изменении государственной символики и о проведении конкурса на новый герб, флаг и гимн Карелии. 15 декабря 1991 года было принято постановление Президиума Верховного Совета об условиях конкурса и о составе конкурсной комиссии. Предполагалось провести конкурс на флаг и герб республики с 1 февраля по 30 апреля 1992 года.
К маю 1992 года в конкурсную комиссию поступило 60 проектов флага и 20 — герба. В этот период в республике разгорелись острые дискуссии о флаге — сохранить ли флаг Карельской АССР или о возвратиться к флагу Ухтинской республики. В результате в Верховном Совете республики после нескольких голосований победил компромиссный вариант, разработанный судьёй Конституционного Суда Республики Карелия Александром Ивановичем Киннером, опирающийся на идею флага Карело-Финской ССР 1953 года.
Статья 118 Конституции Карело-Финской ССР тогда гласила: «Государственный флаг Карело-Финской ССР представляет собой полотнище, состоящее из трех горизонтально расположенных цветных полос: верхней, красного цвета, средней голубого цвета, составляющей одну шестую ширины флага, и нижней, зелёного цвета, составляющей одну пятую ширины флага».
16 февраля 1993 года на сессии Верховного Совета Республики Карелия был одобрен флаг А. И. Киннера и внесена соответствующая поправка в Конституцию Республики Карелия.

Статью 158 изложить в следующей редакции: 

«Государственный флаг Республики Карелия представляет собой прямоугольное полотнище с равновеликими горизонтальными полосами: верхняя полоса — красного цвета, средняя — голубого цвета и нижняя — зелёного цвета. Отношение ширины флага к его длине — 2:3.»

## Предложенные флаги

Предложение 1920 года о флаге Восточной Карелии с изображением созвездия Большой Медведицы на желто-красном фоне.
Проект флага Восточной Карелии 1920 года с изображением созвездия Большой Медведицы на красно-зеленом фоне.
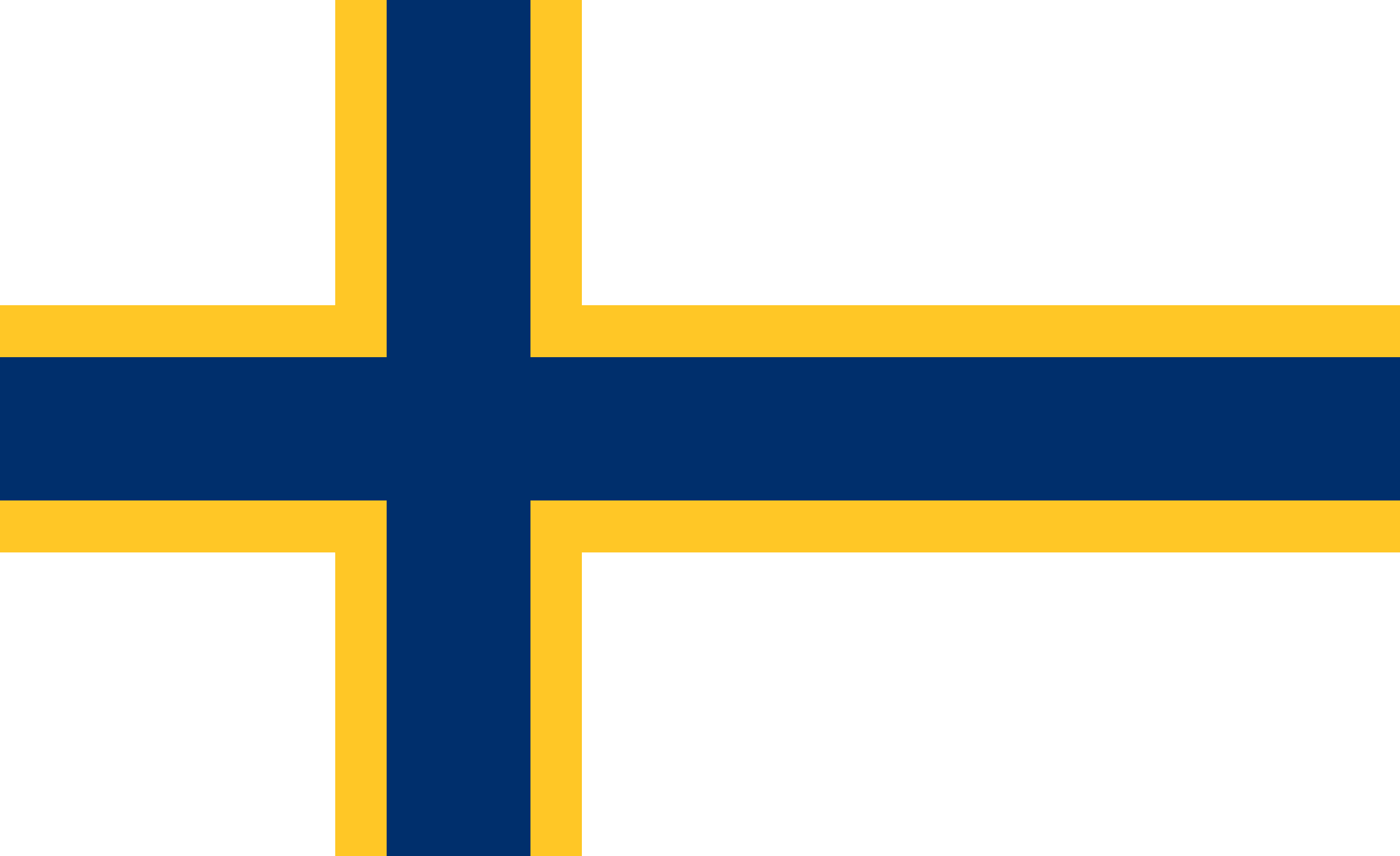
Предложенный флаг Восточной Карелии в 1930 году.
Проект флага Республики Карелия. Автор — Ю. Нивин.
Проект флага Республики Карелия 1990 года. Автор А. Трешкоев.
Проект флага Республики Карелия. Автор А. Литвин.
Проект флага Республики Карелия. Автор — В.Ф.Добрынин [11]

## Использование ранних флагов в современной символике
Дизайны флагов Йонаса Хейска и Аксели Галлен-Каллела до сих пор используются различными этническими и политическими организациями Карелии. Версия флага Аксели Галлен-Каллела без изображения северного сияния стала этническим флагом карельского народа. Он также повлиял на дизайн этнических флагов лудиков и вепсов. Флаг села Калевала (бывшее Ухтуа) использует элементы дизайна 1920 года.

Флаг «Отава» использовался Карельским республиканским движением в начале 2010-х годов.

Этнический флаг вепсов.
Альтернативный флаг, представленный в Шёлтозерском вепсскиом этнографическом музее.
Этнический флаг лудиков.
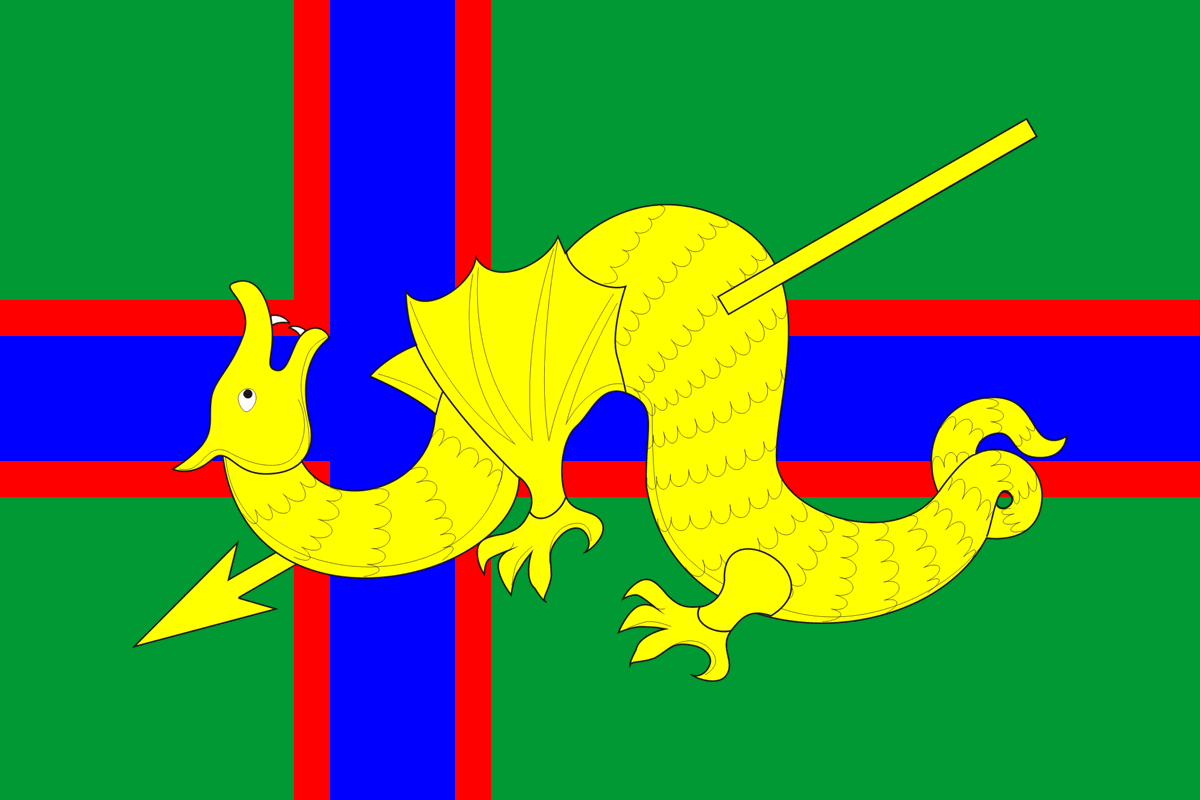
Флаг Михайловское.
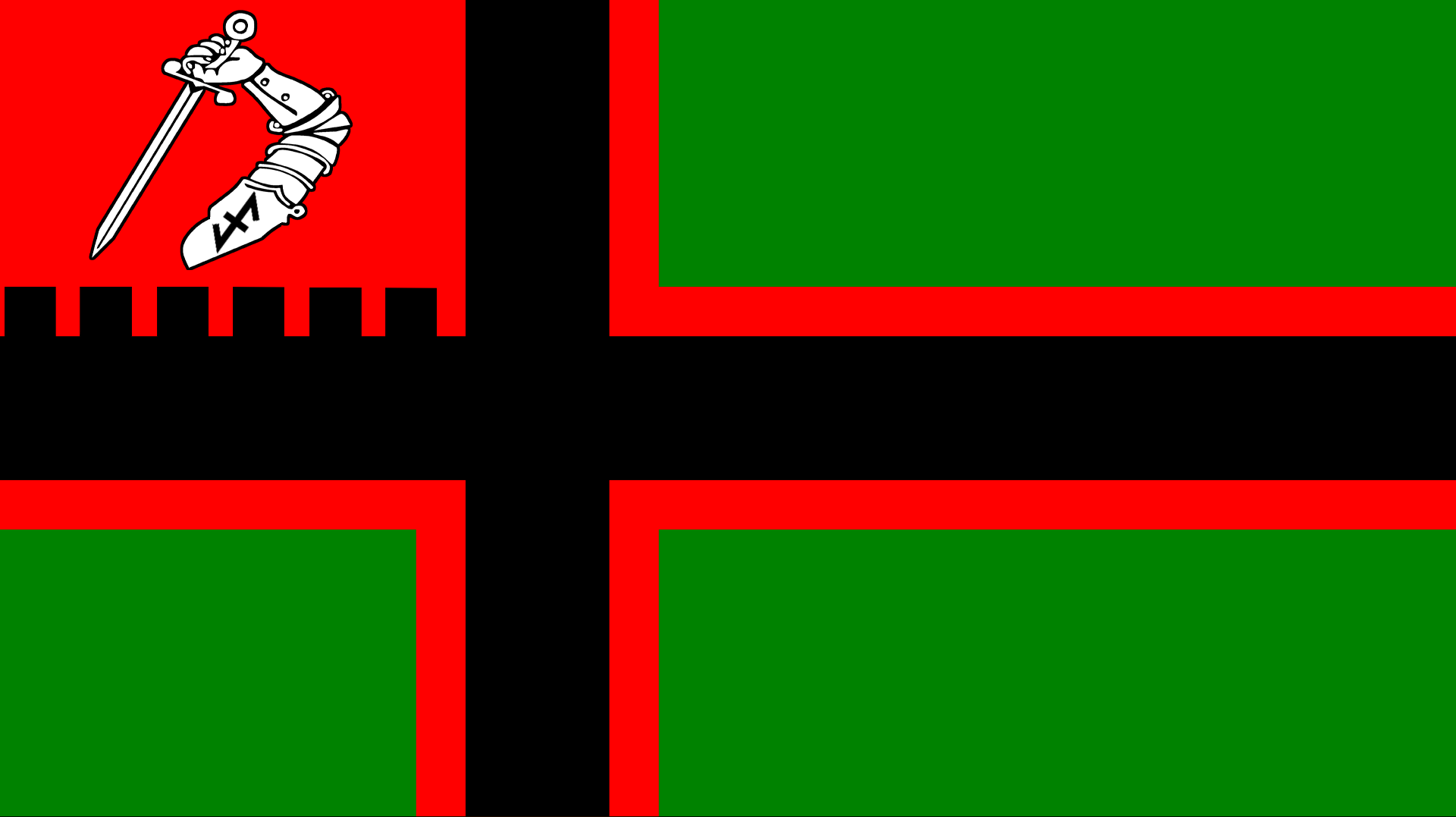
Карельская группа «Норд».
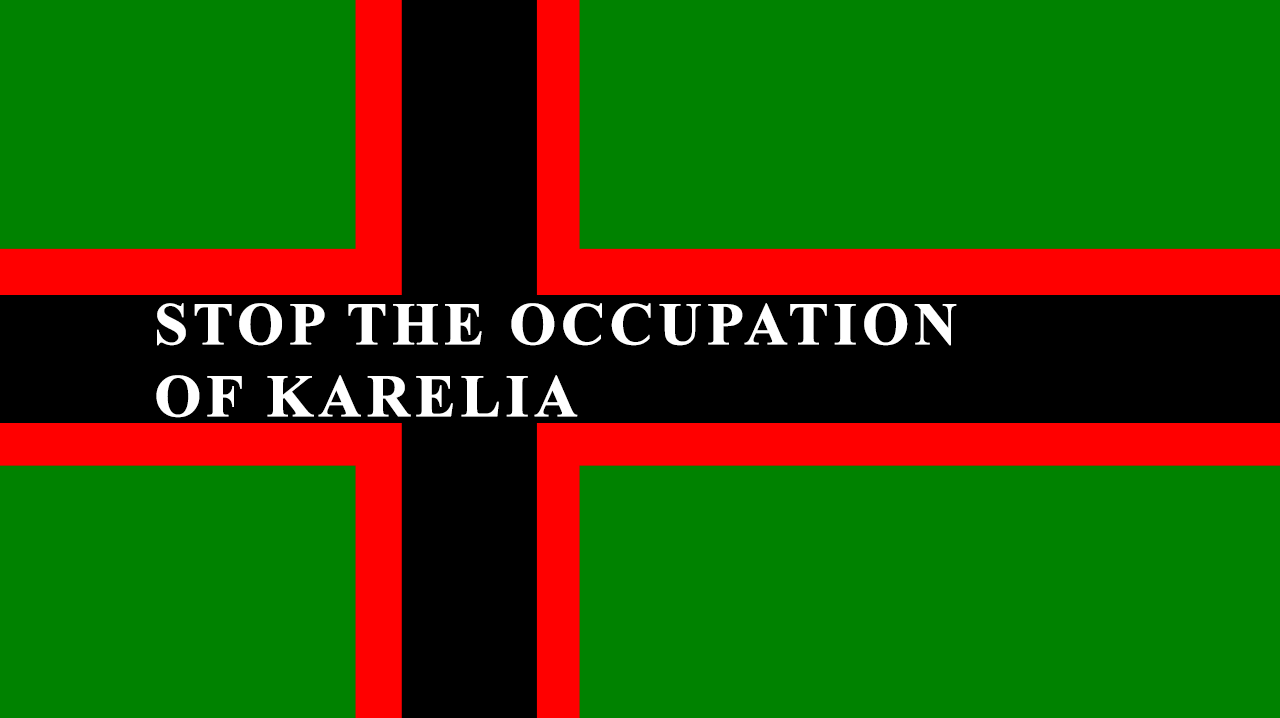
Флаг сепаратистского Карельского национального движения.
Флаг Калевалы.
Более тёмная версия флага «Отава», использованная Республиканским движением Карелии.

## Похожие флаги
Из-за внешнего сходства флаг Карелии часто путают с флагом Дагестана, полосы на котором расположены в обратном порядке.

Флаг Дагестана

|  |